# Laxenecera bengalensis
Laxenecera bengalensis är en tvåvingeart som först beskrevs av Christian Rudolph Wilhelm Wiedemann 1821.  Laxenecera bengalensis ingår i släktet Laxenecera och familjen rovflugor. Inga underarter finns listade i Catalogue of Life.